# Мигаль Микола Дмитрович
Микола Дмитрович Мигаль (нар. 24 травня 1931, с. Успенка, нині у складі смт Краснопілля Сумської області, Українська РСР, СРСР (нині — Сумського району Сумської області) — пом. 3 лютого 2020, Глухів, Шосткинський район, Сумська область) — радянський і український агроном, вчений-селекціонер у галузі коноплярства, доктор біологічних наук (1994), професор (2005).

## Біографія

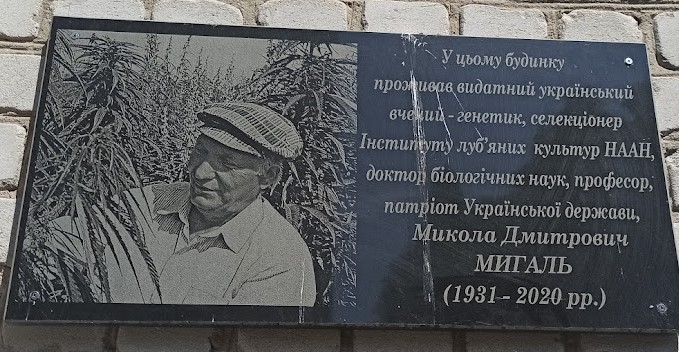
Меморіальна дошка у Глухові на честь Миколи Мигаля

Микола Мигаль народився 1931 року в селі Успенці на Сумщині в багатодітній селянській родині Дмитра Федоровича та Марії Яківни. У 1939 році вступив до Успенської початкової школи, навчання в якій було перервано німецько-радянською війною. Повну середню освіту він здобув у Краснопільській середній школі.
1958 року вступив на агрономічний факультет Харківський сільськогосподарський інститут імені В. В. Докучаєва. У 1958 році одержав диплом вченого агронома. Відтоді очолював агрохімічну лабораторію Липоводолинського району Сумської області. У 1960 році перейшов на роботу до племінного заводу «Мирний» (с. Кухарка Варвинського району Чернігівської області) на посаду бригадира лісомеліоративної станції.
У 1961 році розпочав журналістську діяльність у Хотинській районній газеті, а потім, з реорганізацією органів преси його перевели до міста Глухова на Сумщині. Спочатку працював у редакції районної газети «Народна трибуна».
А у 1963 році перейшов на наукову роботу — до Всесоюзного науково-дослідного інституту луб'яних культур у Глухові. Вступив до аспірантури НДІ за спеціальністю «Селекція і насінництво», його науковим керівником була доктор сільськогосподарських наук, професор Ганна Йосипівна Арінштейн. У 1968 році успішно захистив дисертаційну роботу і отримав диплом кандидата біологічних наук за спеціальністю «фізіологія рослин». З 1988 року Микола Дмитрович обіймав посаду провідного наукового співробітника відділу генетики, а потім селекції. 1994 року захистив дисертаційну роботу на здобуття наукового ступеня доктора біологічних наук за спеціальністю «генетика». 15 грудня 2005 року йому було присуджено звання професора. 2015 року полишив наукову діяльність і у 84-річному віці вийшов на пенсію.

## Наукова діяльність

### Наукові дослідження
Біологія, зокрема, волокноутворення та плодоношення, генетики й селекції конопель. Результати досліджень узагальнив у монографії «Генетика пола конопли» (1992).
Створив наукову школу, 8 його аспірантів стали кандидатами наук. Став співавтором ряду нових сортів конопель, написав понад 200 наукових праць з селекції та насінництва конопель, з яких 9 монографій.
Запропонував теорію генотипного визначення статевого поліморфізму конопель, створив і практично застосував вихідний матеріал у селекції цієї культури.

### Наукові праці
Микола Мигаль — автор понад 200 наукових статей з генетики та селекції, зокрема:
- Генетика пола конопли. Глухов, 1992;
- Експериментальна зміна статі конопель. [монографія] Суми, 2004;
- Біологія луб'яних волокон конопель. Суми, 2011;
- Біологія формування насіннєвої продуктивності конопель: [монографія] / М. Д. Мигаль ; Нац. акад. аграр. наук України, Дослід. ст. луб'ян. культур Ін-ту сіл. госп-ва Північ. Сходу. — Суми: Еллада, 2015. — 233 с. : рис., табл.
- Технічні культури в умовах сучасного аграрного виробництва: матеріали наук.-практ. конф. молодих вчених (Глухів, 30-31 жовт. 2013 року) / [редкол.: Ю. В. Мохер та ін.] ; Нац. акад. аграр. наук України, Дослід. ст. луб'яних культур Ін-ту сіл. госп-ва Півн. Сходу . — Суми: Еллада, 2016. — 79 с. : рис., табл.
- Інновації у льонарстві та коноплярстві-2015 = Flaxand hemp innovations — 2015 : матеріали четвертої міжнар. наук.-практ. конф. (Глухів, 11-13 лют. 2015 року) / [редкол.: Ю. В. Мохер та ін.] ; Нац. акад. аграр. наук України, Дослід. ст. луб'яних культур Ін-ту сіл. госп-ва Півн. Сходу НААН. — Суми: Еллада, 2016. — 107 с. : рис., табл.
- Трихоми і канабіноїди конопель. До теорії селекції ненаркотичних сортів: [монографія] / М. Д. Мигаль, І. Л. Кмець, І. М. Лайко ; Ін-т луб'ян. культур Нац. акад. аграр. наук України . — Суми: Щербина І. В., 2017. — 227 с. : рис., табл.
- Наукові дослідження в льонарстві та коноплярстві — 2014 : матеріали наук.-практ. конф. молодих вчених (Глухів, 16-17 жовт. 2014 року) / [редкол.: Ю. В. Мохер та ін.] ; Нац. акад. аграр. наук України, Ін-т луб'яних культур. — Суми: Щербина І. В. [вид.], 2017. — 95 с. : рис., табл.
- Коноплярство: наукові здобутки і перспективи = Hemp growing: scientific achievements and perspectives: монографія / [Вировець В. Г. та ін.] ; за ред. І. О. Маринченка та Guo Chunjing ; Ін-т луб'ян. культур НААН України, АН Провінції Хейлудзян КНР. — Суми: Щербина І. В. [вид.], 2018. — 158 с. : рис., табл., кольор. іл.
- Еволюційно-генетична теорія статевого поліморфізму конопель: [монографія] / М. Д. Мигаль ; Ін-т луб'яних культур, Нац. акад. аграр. наук України. — Суми: Щербина І. В. [вид.], 2018. — 71 с. : рис., табл.

## Нагороди

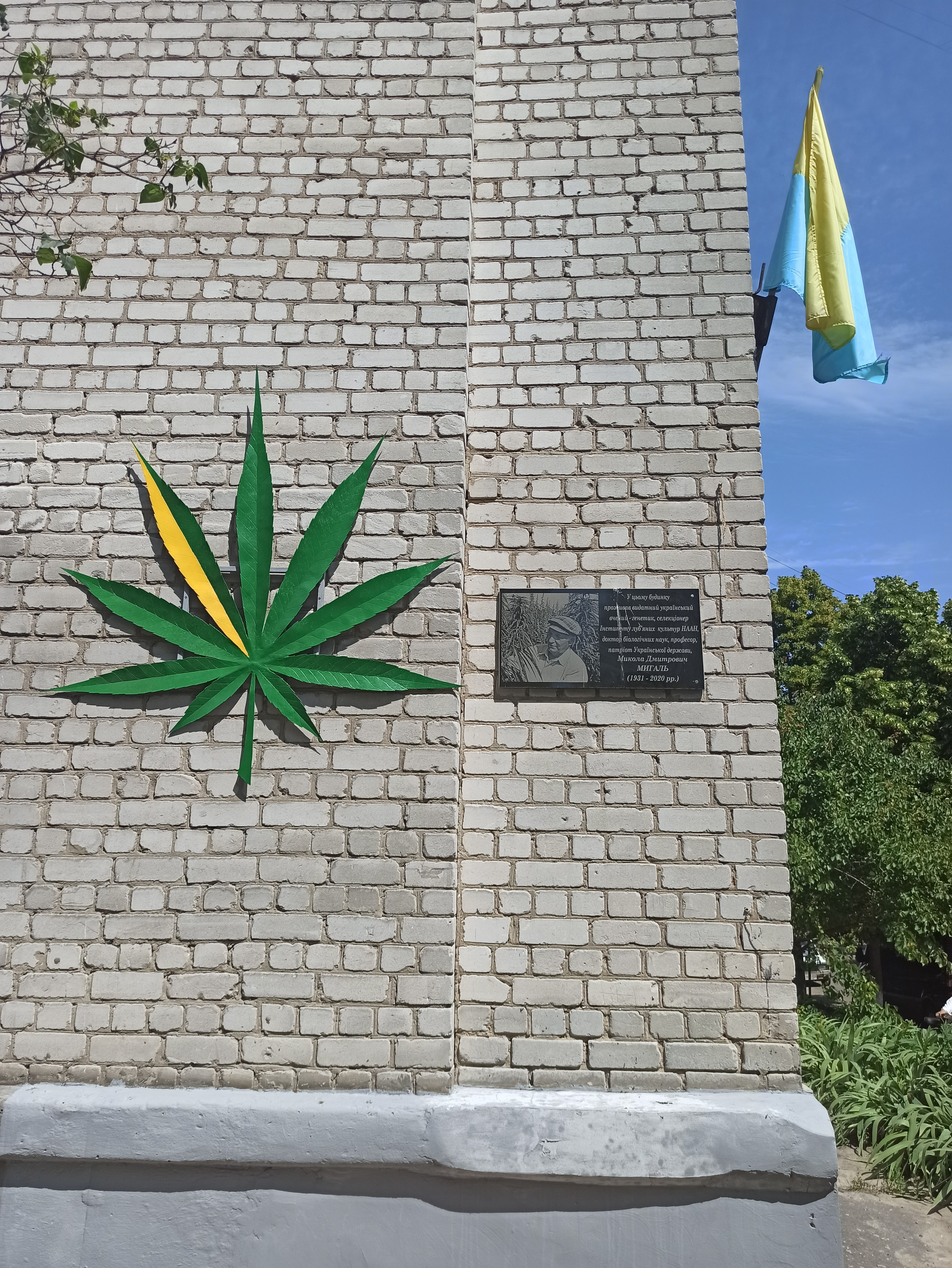
Меморіальна дошка у Глухові на честь Миколи Мигаля на будинку по вул. Терещенків, 49 (Глухів), де він проживав

- Срібна медаль Виставки досягнень народного господарства СРСР (1991 р.)
- Почесна грамота Міністерства освіти і науки України (2006 р.).
- медалі:
  - «Захисник Вітчизни»
  - «60-річчя Перемоги у Великій Вітчизняній війні 1941—1945 рр.»[1][3].

## Ушанування пам'яті
24 травня 2021 року на честь 90-річчя Миколи Мигаля відкрив меморіальну табличку на стіні будинку в Глухові по вулиці Терещенків, де жив учений. Захід організовано ініціативною групою колишніх аспірантів ученого Інституту луб'яних культур НААН України, яку очолив кандидат сільськогосподарських наук Віктор Рухленко.